# 薄餅狀穹丘

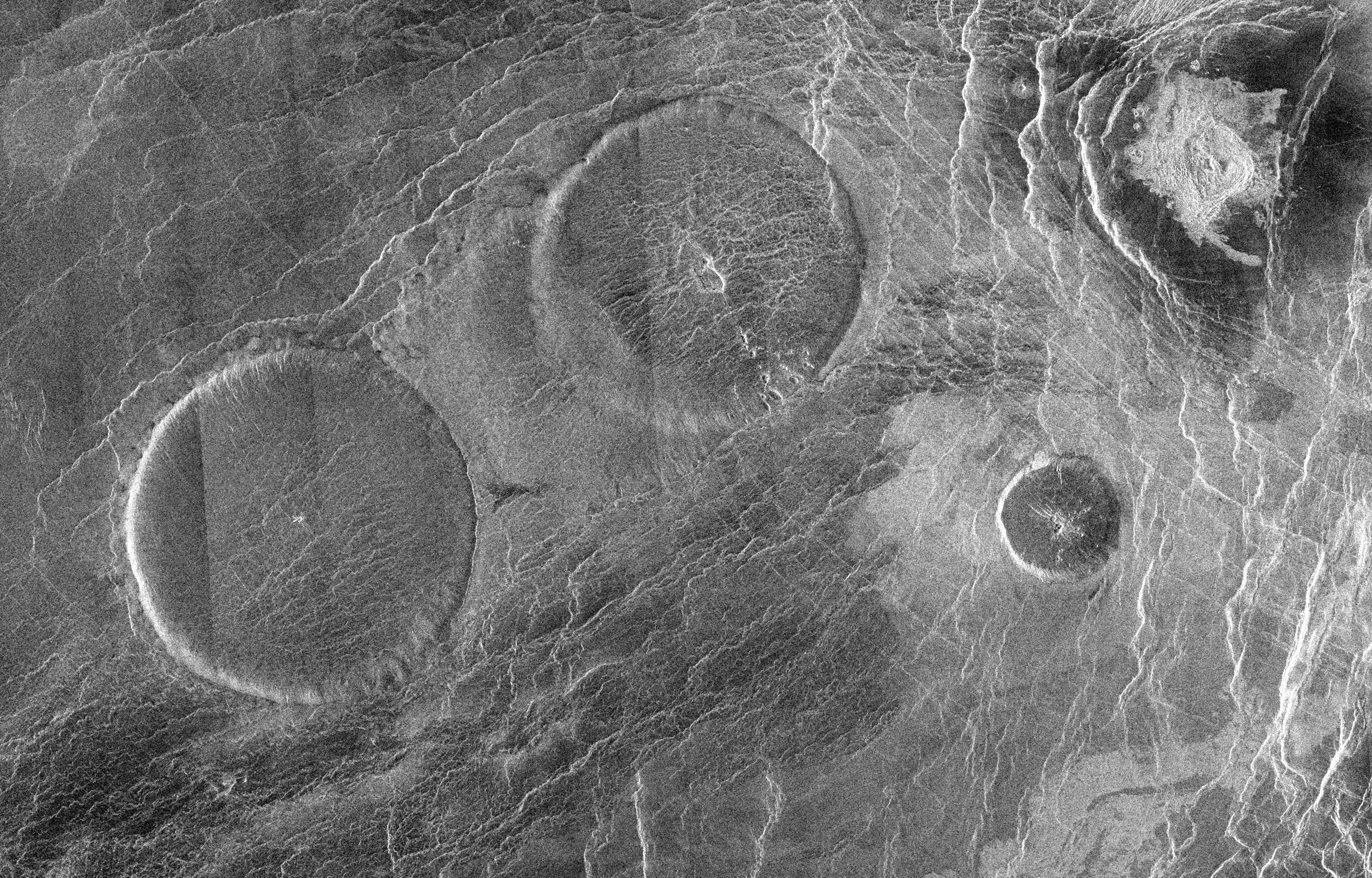
金星上數個薄餅狀穹丘

薄餅狀穹丘（Pancake dome，拉丁語稱為Farrum）是一種只在金星上發現的一種不尋常的熔岩穹丘。薄餅狀穹丘在整個金星都可見，且經常數個集結成群，雖然每一群中少數的此種地形應該是更常見的盾狀火山。這種穹丘常見於金星低地內的冕狀物或鑲嵌地塊（Tesserae，大範圍的崎嶇地形，特徵是二維或三維的摺皺或破碎狀態，相信只存在於金星）附近。薄餅狀穹丘的範圍是地球上火山穹丘的10到100倍。
薄餅狀穹丘相當寬廣而平坦，類似盾狀火山，一般認為是大量低流動性的高黏度富含矽熔岩形成。其中心部分會有類似火山口的坑狀或碗狀結構，但一般認為中心的凹陷是在熔岩冷卻後釋放出氣體形成，而非熔岩形成的噴發口。其表面覆蓋了小規模的裂縫和斷層。